# Yrtlampi
Yrtlampi är en sjö i Finland. Den ligger i kommunen Ruokolax i landskapet Södra Karelen, i den sydöstra delen av landet, 250 km nordost om huvudstaden Helsingfors. Yrtlampi ligger 108 meter över havet. Arean är 3,4 hektar och strandlinjen är 1,28 kilometer lång. Sjön  ingår i Vuoksens huvudavrinningsområde. 